# Thomas Burn
Thomas Christopher Burn (Berwick-upon-Tweed, Northumberland, 29 de novembre de 1888 – ?) va ser un futbolista anglès. Jugà com a defensa i en el seu palmarès destaca la medalla d'or en la competició de futbol dels Jocs Olímpics d'Estocolm, el 1912.
A nivell de clubs jugà al London Caledonians F.C.. El 1920 va prendre part en una gira per Sud-àfrica.